# BMW S14
BMW S14 – silnik BMW produkowany w kilku wersjach

## S14 B20 320is
| Liczba cylindrów                            | 4                                  |
| Średnica cylindrów                          | 93,4 mm                            |
| Skok tłoka                                  | 72,6 mm                            |
| Pojemność                                   | 1990 cm³                           |
| Stopień sprężania bez katalizatora          | 10,8:1                             |
| Moc maksymalna bez katalizatora             | 141 kW (192 KM) przy 6900 obr./min |
| Obroty maksymalne                           | 6900 obr./min                      |
| Maksymalny moment obrotowy bez katalizatora | 210 Nm przy 4900 obr./min          |

## S14 B23 M3
| Liczba cylindrów                            | 4                                                                     |
| Średnica cylindrów                          | 93,2 mm                                                               |
| Skok tłoka                                  | 83,8 mm                                                               |
| Pojemność                                   | 2302 cm³                                                              |
| Stopień sprężania z katalizatorem           | 10,5:1                                                                |
| Stopień sprężania bez katalizatora          | 10,5:1                                                                |
| Moc maksymalna z katalizatorem              | 143 kW (194 KM) przy 6750 obr./min (lub 158 kW (215 KM) od 1989 roku) |
| Moc maksymalna bez katalizatora             | 147 kW (200 KM) przy 6900 obr./min                                    |
| Obroty maksymalne                           | 6900 obr./min (chwilowe 7250 obr./min)                                |
| Maksymalny moment obrotowy z katalizatorem  | 230 Nm przy 4750 obr./min                                             |
| Maksymalny moment obrotowy bez katalizatora | 241 Nm przy 4750 obr./min                                             |

## S14 B23 M3 Evo
| Liczba cylindrów                            | 4                                  |
| Średnica cylindrów                          | 93,2 mm                            |
| Skok tłoka                                  | 83,8 mm                            |
| Pojemność                                   | 2302 cm³                           |
| Stopień sprężania bez katalizatora          | 11,0:1                             |
| Moc maksymalna z katalizatorem              | 162 kW (220 KM) przy 6750 obr./min |
| Moc maksymalna bez katalizatora             | 169 kW (230 KM) przy 6750 obr./min |
| Obroty maksymalne                           | 6900 obr./min                      |
| Maksymalny moment obrotowy bez katalizatora | 245 Nm przy 4750 obr./min          |

## S14 B25 M3 Sport Evo
| Liczba cylindrów                           | 4                                  |
| Średnica cylindrów                         | 95,5 mm                            |
| Skok tłoka                                 | 87 mm                              |
| Pojemność                                  | 2483 cm³                           |
| Stopień sprężania z katalizatorem          | 10,2:1                             |
| Moc maksymalna z katalizatorem             | 175 kW (238 KM) przy 7000 obr./min |
| Maksymalny moment obrotowy z katalizatorem | 255 Nm przy 4750 obr./min          |